# Каниська Іва
45°32′ пн. ш. 16°56′ сх. д. / 45.53° пн. ш. 16.93° сх. д.
Каниська Іва (хорв. Kaniška Iva) — населений пункт у Хорватії, у Б'єловарсько-Білогорській жупанії у складі міста Гарешниця.

## Населення
Населення за даними перепису 2011 року становило 466 осіб.
Динаміка чисельності населення поселення: